# Agustina Ramírez
Anna Agustina de Jesús Ramírez Heredia (1 de septiembre de 1813, Villa de Mocorito, Sinaloa - 14 de febrero de 1879, Mazatlán), fue una heroína mexicana que según se cuenta, entregó a Benito Juárez doce de sus trece hijos para defender a la República de la intervención francesa (Librado, Francisco, José María, Victorio, Antonio, Juan José, Juan Bautista, Jesús, Francisco, Francisco, Apolonio, Segundo). 

He aquí una de las primeras citas sobre este personaje de parte del historiador sinaloense, Eustaquio Buelna:
Esta muger, llamada Agustina Ramírez de Rodríguez, de alma verdaderamente espartana y mas grande que Cornelia la madre de los Gracos, vió morir de ese modo á doce de sus hijos, y cuando las fuerzas republicanas recobraron la plaza de Mazatlan, solo pidió la gracia de que dejasen á su lado al único que aun se hallaba vivo, sin llevarlo á la campaña del interior, lo que le fué concedido.
Sus padres fueron José Margarito Ramírez y María Romana Heredia y su esposo fue Severiano Rodríguez. Fue llamada la dama del ropaje negro.

## Controversias
La historia de Agustina Ramírez ha sido embellecida y recontada principalmente por un grupo masculino pero dirigida estratégicamente a las mujeres mexicanas. Tres historiadores locales sinaloenses son las principales fuentes de información sobre Ramírez: Eustaquio Buelna la trajo por primera vez historia a la luz en la década de 1870; José Ferrel embelleció la historia en la década de 1890; y Antonio Nakayama quien revivió  para una audiencia más amplia en los años 1960 y 1970. La versión que ellos definieron crearon una alegoría sobre las virtudes de la “maternidad republicana”, es decir, el de criar hijos leales a la república.